# اچ‌ام‌اس ملامپوس (۱۹۱۴)
اچ‌ام‌اس ملامپوس (۱۹۱۴) (به انگلیسی: HMS Melampus (1914)) یک کشتی بود که طول آن ۲۷۳ فوت ۶ اینچ (۸۳٫۳۶ متر) بود. این کشتی در سال ۱۹۱۴ ساخته شد.